# سیمون برمن
سیمون برمن (انگلیسی: Simon Burman؛ زادهٔ ۲۶ نوامبر ۱۹۶۵) بازیکن فوتبال اهل بریتانیا است.
از باشگاه‌هایی که در آن بازی کرده‌است می‌توان به باشگاه فوتبال ویموث و باشگاه فوتبال کولچستر یونایتد اشاره کرد.